# Czukiw
Czukiw (ukr. Чуків, hist. pol. Czuków) – wieś na Ukrainie, w obwodzie winnickim, w rejonie winnickim, w hromadzie Niemirów. W 2001 liczyła 877 mieszkańców, spośród których 845 wskazało jako ojczysty język ukraiński, 22 rosyjski, 6 ormiański, 1 niemiecki, a 3 inny